# Myriocarpa laevigata
Myriocarpa laevigata là loài thực vật có hoa trong họ Tầm ma. Loài này được Killip mô tả khoa học đầu tiên năm 1925.